# Kopp Elemér
Kopp Elemér (Kolozsvár, 1890. augusztus 17. – Marosvásárhely, 1964. január 19.) vegyészmérnök, egyetemi oktató, gyógynövényszakértő, gyógyszerészeti író.

## Életútja
A budapesti Műegyetemen vegyészmérnöki oklevelet és doktori címet szerzett (1916). Vegyészmérnök a botfalusi cukorgyárban, majd 1923-tól Páter Béla meghívására a kolozsvári Gyógynövény Kísérleti Állomás munkatársa, utóbb utolsó igazgatója. 1949-től a marosvásárhelyi OGYI farmakognóziai tanszékének vezetője, ő létesítette az intézet gyógynövénykertjét.
Úttörő munkát végzett a gyógynövények vizsgálatában, figyelme kiterjedt a termesztés és begyűjtés, az értékesítés gyakorlati vonatkozásaira is. Foglalkozott a gyógynövények alaktani sajátosságaival, előfordulásával Románia flórájában, hatóanyagaik mennyiségével. Vizsgálta a fűszerkömény (1927), angyalgyökér (1928), muskotály, zsálya (1929), koriander (1929), rózsa (1931), borsmenta (1938) illóolaját. A marosvásárhelyi évek alatt jelentősek az alkaloidmákra vonatkozó kutatásai. Nefelometriás módszerrel követte az alkaloidok megjelenését a mák fejlődése során (1953), s nemesítéssel új mákfajtát állított elő, melynek érett tokjaiban a morfintartalom elérte az 1%-ot. Utolsó éveiben a levendula-nemzedék rendszertani és növénykémiai vonatkozásaival, a rózsamuskátli illóolaj-tartalmával foglalkozott.
Már kolozsvári időszakában több mint 30 dolgozata jelent meg, jórészt külföldi szaklapokban. Az alkaloidmákra vonatkozó közleményeit a németországi Heil und Gewürzpflanzen című folyóirat közölte; az Orvosi Szemle, Farmacia s a berlini Die Pharmazie munkatársa. Több cikkellyel részt vett a Román Gyógyszerkönyv VII. és VIII. kiadásában. Egyetemi jegyzete a Farmakognózia I-III. (Marosvásárhely, 1953), majd ennek újabb kiadása Rácz-Kotilla Erzsébettel és Csedő Károllyal közösen (Marosvásárhely, 1956, 1957).

## Nekrológjaiból
- Rácz Gábor: Dr. Kopp Elemér professzor. Orvosi Szemle 1964/1.
- Rácz-Kotilla Erzsébet-Rácz Gábor: Professor Kopp Elemér (1890–1964). Naturwissenschaftliche Forschungen über Siebenbürgen. Köln-Wien, 1979. 403.